# Jeff Chang
Jeff Chang, född 1950 i Honolulu, Hawaii, är en amerikansk journalist och musikkritiker inom hiphopmusik och dess kultur.